# 魔法使いの友
「魔法使いの友」（まほうつかいのとも、原題: "The Witch's Familiar"）は、イギリスのSFドラマ『ドクター・フー』第9シリーズ第2話。2015年9月26日に BBC One で初放送された。脚本はスティーヴン・モファット、監督はヘッティ・マクドナルドが担当した。本作は9月19日に放送された「魔術師の弟子」との二部作の後編である。
本作では、ダーレク族の創造主にして死にゆく者であるダヴロス（演:ジュリアン・ブリーチ）が、彼の敵である異星人のタイムトラベラー12代目ドクター（演:ピーター・カパルディ）を罠に嵌め、彼の再生能力を利用して自身と共に惑星スカロのダーレク族を復興させようとする。一方、ドクターのかつての友ミッシー（演:ミシェル・ゴメス）とドクターのコンパニオンのクララ・オズワルド（演:ジェナ・ルイーズ・コールマン）はダーレクの都市に潜入してドクターの救出を試みる。本作はミシェル・ゴメスの演技、ドクターとダヴロスの関わりが称賛を批評家から受けた。

## 連続性
ダヴロスや惑星スカロと共に、本作では『ドクター・フー』の歴史を彩った様々なデザインのダーレクが再登場した。Remembrance of the Daleks（1988年）で初登場し、「ダーレク収容所」（2012年）で再登場したスペシャル・ウェポン・ダーレクも本作に再登場した。クララがダーレクの内部に入れられるシーンは、同じく彼女の初登場エピソードである「ダーレク収容所」での出来事を反映している。なお同様の戦術はイアンが The Daleks（1963年 - 1964年）で、サール族のレベクが Planet of the Daleks（1973年）で採用していた。
ミッシーとクララはダーレクの光線銃により充填されたエネルギーを利用して都市の外へテレポートする。ミッシーが第8シリーズ「天国での死」でレスブリッジ・スチュワート准将に撃たれながらも生きていたのはこの技術が理由であり、また、技術の説明の際に不可視のロボット暗殺者50体から逃げる4代目ドクターと5代目ドクターの姿が僅かに登場した。
ダヴロスはドクターに惑星スカロで唯一存在する椅子を持っていると告げるが、これは The Daleks でドクターのコンパニオンのバーバラ・ライトがダーレクの世界について家具が1つもなさそうだとコメントしたことに由来する。
5代目ドクターは The Visitation（1982年）でソニック・スクリュードライバーを失い、長らく新たなソニックドライバーは登場しなかったものの、7代目ドクターが1996年のテレビ映画版で製作した。それ以来、「魔術師の弟子」「魔法使いの友」の二部作で失われるまで、ソニックドライバーはドクターの備品の1つであり続けた。
ダヴロスが惑星スカロのダーレクの皆殺しをドクターに持ちかけた際、大量虐殺をしていたことを知りつつ、彼はドクターに神になる用意はできたかと問いかける。これは「ダレク族の誕生」（1975年）でのダヴロスと4代目ドクターの議論を反映している。「ダレク族の誕生」では宇宙の全ての生命体を破壊できるウイルスを散布するかドクターに問われたダヴロスがそれに興味を示し、その力で神を超越できると主張した。また、「ダレク族の誕生」のクライマックスで新生ダーレクの破壊が道徳的に正しいかドクターは苦悩し、最終的に大量虐殺の選択肢を拒絶したが、それも本作に反映されている。ダヴロスはドクターに自身が善良な人間であるかを問いかけるが、その問いかけは「ダーレクの中へ」（2014年）でドクターがクララにしたものであった。
ターディスが使用するHADS（Hostile Action Displacement System、敵対行為変位システム）は11代目ドクターの「冷戦」（2013年）や2代目ドクターの The Krotons（1968年 - 1969年）でも使用された。

### 他作品へのリファレンス
ミッシーは最高ダーレクに "the bitch is back" と伝えるようにダーレクに指示を出す。これはエルトン・ジョンの歌 "The Bitch Is Back" (en) にちなむ。

## 放送と反応
2015年9月10日にはカーディフで「魔術師の弟子」と「魔法使いの友」の上映が行われた。BBC One では2015年9月26日に初放送された。
イギリスでの放送当夜の視聴者数は317万人で、2005年に新シリーズが始動して以来最低記録を残した。タイムシフト視聴者を合算した視聴者数は571万人であった。視聴者数が想定よりも低かったのは、同じ夜に放送されたラグビーワールドカップ2015のイングランド対ウェールズの試合が要因であるとみられている。Appreciation Index は83を記録した。

### 批評家の反応
| 専門評論家によるレビュー | 専門評論家によるレビュー |
| レビュー・スコア         | レビュー・スコア         |
| 出典                     | 評価                     |
| ------------------------ | ------------------------ |
| The A.V. Club            | A-                       |
| ペースト                 | 9.0                      |
| SFX                      | [ 16 ]                   |
| TV Fanatic               | [ 17 ]                   |
| IndieWire                | A+                       |
| IGN                      | 8.9                      |
| ニューヨーク・マガジン   | [ 20 ]                   |
| デイリー・テレグラフ     | [ 21 ]                   |
| ラジオ・タイムズ         | [ 22 ]                   |

「魔法使いの友」は批評家から称賛され、特にミシェル・ゴメスの演技とドクターとダヴロスの関わりが高く評価された。
ラジオ・タイムズのパトリック・マルケーンは本作が第9シリーズの「輝く例」であるとし、「情緒的な知性によって支えられている」と称賛し、「彼らの勇気を試し視聴者の注意を要求する長い会話シーン」における主要キャスト4人の演技を高く評価し、エピソードに星5つを付けた。デイリー・テレグラフのマイケル・ホーガンも本作を楽しんで星4つを与え、「たくさんの捻りと素晴らしいミッシーがとても楽しいエピソードを作った」とコメントした。特に彼はミッシー役のミシェル・ゴメスの演技を称賛し、「彼女はミッシーとして優れたままでいる。本当に楽しそうに台詞をしゃぶりながら、狂気的に渦巻いている」とコメントした。また、彼は「大半の番組がシリーズ全てをかけて成し遂げるよりも多くのことを50分間に詰め込んだ」と総括してレビューを終えた。
IGNのスコット・コルーラも本作を称賛し、10点満点で8.9点を与えた。彼は過去シリーズの積み重ねがあったにも拘わらず本作が成功したと述べ、「エキサイティングで感動的だった」とコメントした。彼は、ミッシーのキャラクター性と、ダーレクの中に入ったクララとのやり取りが「実際には極めて暗い」ものの「愉快だ」として称賛し、加えてドクターとダヴロスの会話も絶賛した。The A.V. Clubのアラスデア・ウィルキンスは本作に非常に肯定的であり、A-の評価を与えた。彼は特にドクターとダヴロスの入れ替わりを称賛し、「『ダレク族の誕生』以来テレビシリーズがダヴロスを使った様では図抜けて良い」とコメントした。また、彼はダヴロスが目を開いたことについて「特に素晴らしいタッチだ」と述べ、「洞察力をもって書かれ、美しく撮影され、素晴らしく演じられた」と絶賛した。